# Christian Gerum
Christian Gerum (* 26. März 1967 in Landsberg am Lech, Bayern) ist ein ehemaliger deutscher Eishockeyspieler. Er war Verteidiger unter anderem in der Eishockey-Bundesliga. 

## Laufbahn
Gerum begann 1985 seine Laufbahn bei seinem Heimatverein, dem in der 2. Eishockey-Bundesliga angesiedelten EV Landsberg. Nach drei Jahren erhielt er einen Vertrag bei dem Mannheimer ERC in der Eishockey-Bundesliga. In Mannheim war er drei Jahre aktiv und wechselte nach 120 Spielen in der 1. Liga zum Ligakonkurrenten ESV Kaufbeuren. Nach zwei Jahren in Kaufbeuren verpflichtete er sich beim EHC 80 Nürnberg, der nach einem Jahr in der 2. Eishockey-Bundesliga 1994 als Nürnberg Ice Tigers in die neu gegründete DEL aufgenommen wurde. Nach 145 Spielen in Nürnberg wechselte er 1997 zurück zu seinem Heimatverein, schloss sich aber ein Jahr später dem ESC München an und beendete dort 1999 seine Laufbahn.
Zurzeit unterrichtet er als Lehrer an der Berufsschule Fürstenfeldbruck.